# فوقس راجف
فوقس راجف (الاسم العلمي:Fucus tremella ) هو نوع من الطلائعيات يتبع جنس الفوقس من الفصيلة الفوقسية.	 